# 김첼로
김첼로(1986년 8월 19일 ~)는 대한민국의 첼리스트다. 2021년 싱글 앨범 [Clementine (클레멘타인)]으로 데뷔했다.

## 방송
- 너의 목소리가 보여 9 (2022) - 박세리&박태환 편 1라운드 탈락
- 불타는 트롯맨 (2022) - Top100

## 음반
- Clementine (클레멘타인) (2021)
- From Here To The Moon And Back (2022)

## 공연
- Jazz on the Breeze - KimCello 밴드 초청 공연 (2022)

## 기타
- 디어 재즈 오케스트라 싱글 앨범 [Sing For You Vol.2] 첼로 연주 (2021)
- 김첼로 <From Here To The Moon And Back> 작사/편곡 (2022)